# Batalha de Yser
A Batalha de Yser (em francês:  Bataille de l'Yser, em neerlandês:  Slag om de IJzer) consistiu num confronto da Primeira Guerra Mundial, em Outubro de 1914, entre as cidades de Nieuwpoort e Diksmuide, numa extensão de 35
-quilômetro (22 mi) junto ao rio Yser e do canal Yperlee, na Bélgica. A linha da frente foi defendida por um forte contingente do exército belga, que conseguiu deter o avanço alemão, apesar de pesadas baixas. Depois de dois meses de derrotas e retiradas, por fim, a batalha de Yser conseguiu parar a invasão que tinha dado o controlo aos alemães de mais de 95% do território. A vitória permitiu que os belgas retivessem o controlo de uma pequena parte do território, fazendo do rei Alberto um herói nacional, mantendo o orgulho nacional e dando origem a uma ocasião para comemorar o sacrifício heróico nos 100 anos seguintes. A batalha assegurou as linhas costeiras da Bélgica para os Aliados na "corrida para o mar" durante os três meses da Primeira Guerra Mundial.